# Offer (religion)
Offer är gåvor i religiöst eller magiskt syfte som symboliskt överlåts till en ”högre makt”, såsom en gudom, övernaturligt väsen eller en avliden person med mera, för att komma i förening med denna, i syfte att helga, tacka eller blidka (göra blid, stilla dess vrede och göra mildare till sinnes eller mer vänligt inställd). Överlåtandet kan utföras på diverse olika sätt, exempelvisvis genom slaktning, förbränning, förtäring, nedsänkande i marken eller vatten och så vidare. Handlingen innebär att man avstår från det som offras till förmån för den högre makt som dyrkas.
I många kulturer utförs offring på särskilda kultplatser, så kallade offerplatser.
Termen offer används även metaforiskt för att beskriva osjälviska handlingar, att göra gott för andra utan tanke på sig själv.

## Etymologi
Offer härrör fornsvenska: offer och finns belagt i Västgötalagen från 1200-talet. Jämför fornvästnordiska: offr, fornsaxiska: offer, medellågtyska: offer, medelhögtyska: offar.
Offer är en avledning till verbet ”offra”, av fornsvenska: offra (jämför fornvästnordiska: offra), härrörande centraleuropeiskt håll, såsom fornsaxiska: offrōn (jämför medellågtyska: offeren) eller anglosaxiska: offrian, ursprungligen av latin: offerre (”frambära, erbjuda”).

## Religiöst offrande
Offring finns i ottals religioner.
Offerhandlingar har en central roll inom zoroastrism och hinduism och andra förgreningar av indoiransk religion. Människooffer har förekommit i vissa kulturer och religioner.
Inom den bibliska judendomen fanns det flera olika sorters offer, bland annat tackoffer.
Det viktigaste offret enligt kristen tro är Jesu syndoffer, som överskylde människornas synder så att de kunde undvika Guds straff. I exempellvis frikyrkor förekommer termer som offer, kollekt och insamling även gällande insamling av pengar till kyrkans verksamhet inklusive exempelvis mission.